# Trois baigneuses (Matisse)
Pour les articles homonymes, voir Trois baigneuses.
Trois baigneuses est un tableau réalisé par le peintre français Henri Matisse en 1907. Cette huile sur toile représente trois femmes nues devant un paysage côtier où l'on remarque quatre voiliers. Elle est conservée au Minneapolis Institute of Art, à Minneapolis, dans le Minnesota, aux États-Unis.